# Palacio de Justicia del Condado de Cherry
El Palacio de Justicia del Condado de Cherry (en inglés, Cherry County Courthouse) es un edificio de gobierno situado en las calles 4 y Main  de la ciudad de Valentine, en el estado de Nebraska (Estados Unidos). Es un edificio histórico de estilo neorrománico que fue construido en 1901. Está incluido en el Registro Nacional de Lugares Históricos, que lo consideró "históricamente significativo por su asociación con la política y el gobierno local", y que sirvió como un buen ejemplo de un edificio gubernamental de un condado en Nebraska.
Fue incluido en el Registro Nacional de Lugares Históricos en 1990. La lista incluía dos objetos contribuyentes además del edificio del palacio de justicia, un edificio contribuidor. 